# Quận DeSoto, Mississippi
Quận DeSoto là một quận nằm ở cực bắc phần tiểu bang Mississippi, Hoa Kỳ, giáp giới với tiểu bang Tennessee.
Tên quận được đặt theo Hernando de Soto, người thám hiểm khu vục miền Nam nước Mỹ.
Theo điều tra dân số của Cục điều tra dân số Hoa Kỳ năm 2000, dân số của quận là 107.199 người. Quận lỵ đặt tại Hernando6. Quận này thuộc vùng đô thị Memphis.

## Địa lý
Theo Cục điều tra dân số Hoa Kỳ, quận có diện tích 1287 km2, trong đó có 49 km2 là diện tích mặt nước.

### Quận giáp ranh
- Shelby, Quận Tennessee - bắc
- Crittenden, Quận Arkansas - tây
- Quận Tunica - nam
- Quận Tate - nam
- Quận Marshall - đông

## Thông tin nhân khẩu
Theo điều tra dân số [3] năm 2005 ước tính, đã có 137.004 người, 38.792 hộ gia đình, và 30.102 gia đình sống trong quận hạt. Mật độ dân số là 224 người trên một dặm vuông (87/km ²). Có 40.795 đơn vị nhà ở mật độ trung bình là khoảng 85 dặm vuông (33/km ²). Cơ cấu điểm chủng tộc của quận đã được 85,78% người da trắng, 11,40% da đen hay Mỹ gốc Phi, 0,28% người Mỹ bản xứ, 0,62% châu Á, Thái Bình Dương 0,04%, 1,13% từ các chủng tộc khác, và 0,76% từ hai hoặc nhiều chủng tộc. 2,35% dân số là người Hispanic hay Latino thuộc một chủng tộc nào.
Có 38.792 hộ, trong đó 39,40% có trẻ em dưới 18 tuổi sống chung với họ, 61,70% là đôi vợ chồng sống với nhau, 11,60% có nữ hộ và không có chồng, và 22,40% là các gia đình không. 18,10% hộ gia đình đã được tạo ra từ các cá nhân và 5,60% có người sống một mình 65 tuổi hoặc lớn tuổi hơn là người. Cỡ hộ trung bình là 2,75 và cỡ gia đình trung bình là 3,11.
Trong quận, độ tuổi dân cư được trải ra với 28,20% dưới độ tuổi 18, 8,20% 18-24, 32,70% 25-44, 22,10% từ 45 đến 64, và 8,90% từ 65 tuổi trở lên người. Độ tuổi trung bình là 34 năm. Đối với mỗi 100 nữ có 98,00 nam giới. Đối với mỗi 100 nữ 18 tuổi trở lên, đã có 95,00 nam giới.
Thu nhập trung bình cho một hộ gia đình trong quận đã được 48.206 USD, và thu nhập trung bình cho một gia đình là 53.590 USD. Phái nam có thu nhập trung bình 38.032 USD so với 26.474 USD của phái nữ. Thu nhập bình quân đầu người là 20.468 USD. Có 7,10% dân số và 5,60% của các gia đình sống dưới mức nghèo khổ. 8,30% là ở độ tuổi dưới 18 và 9,50% là từ 65 tuổi trở lên.
DeSoto Quận đã cao thứ hai thu nhập bình quân ở tiểu bang Mississippi. Tuy nhiên, năm 2008, thu nhập bình quân đầu người đã giảm sút.